# Rogów (powiat kazimierski)

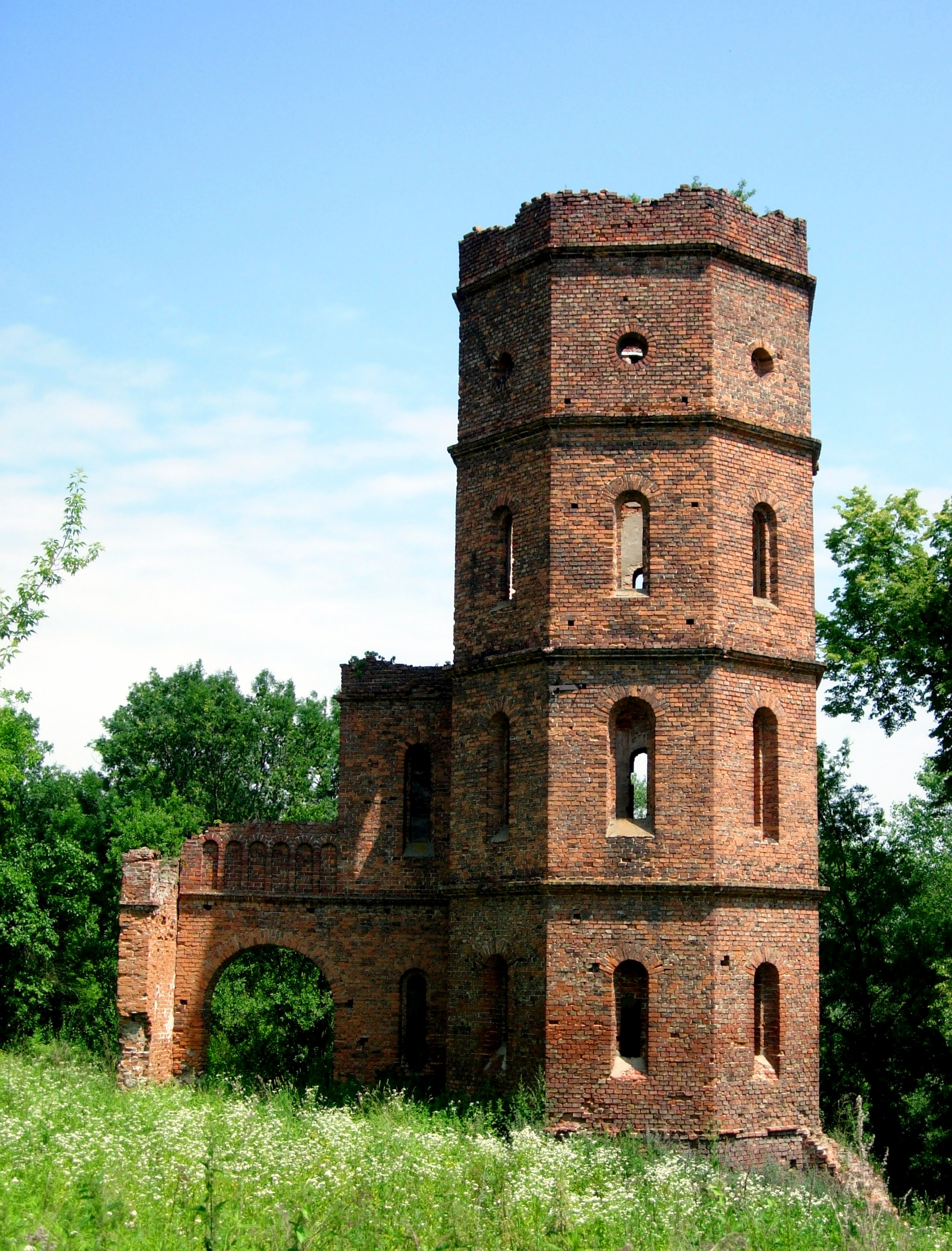
Baszta, pozostałość dawnego dworu

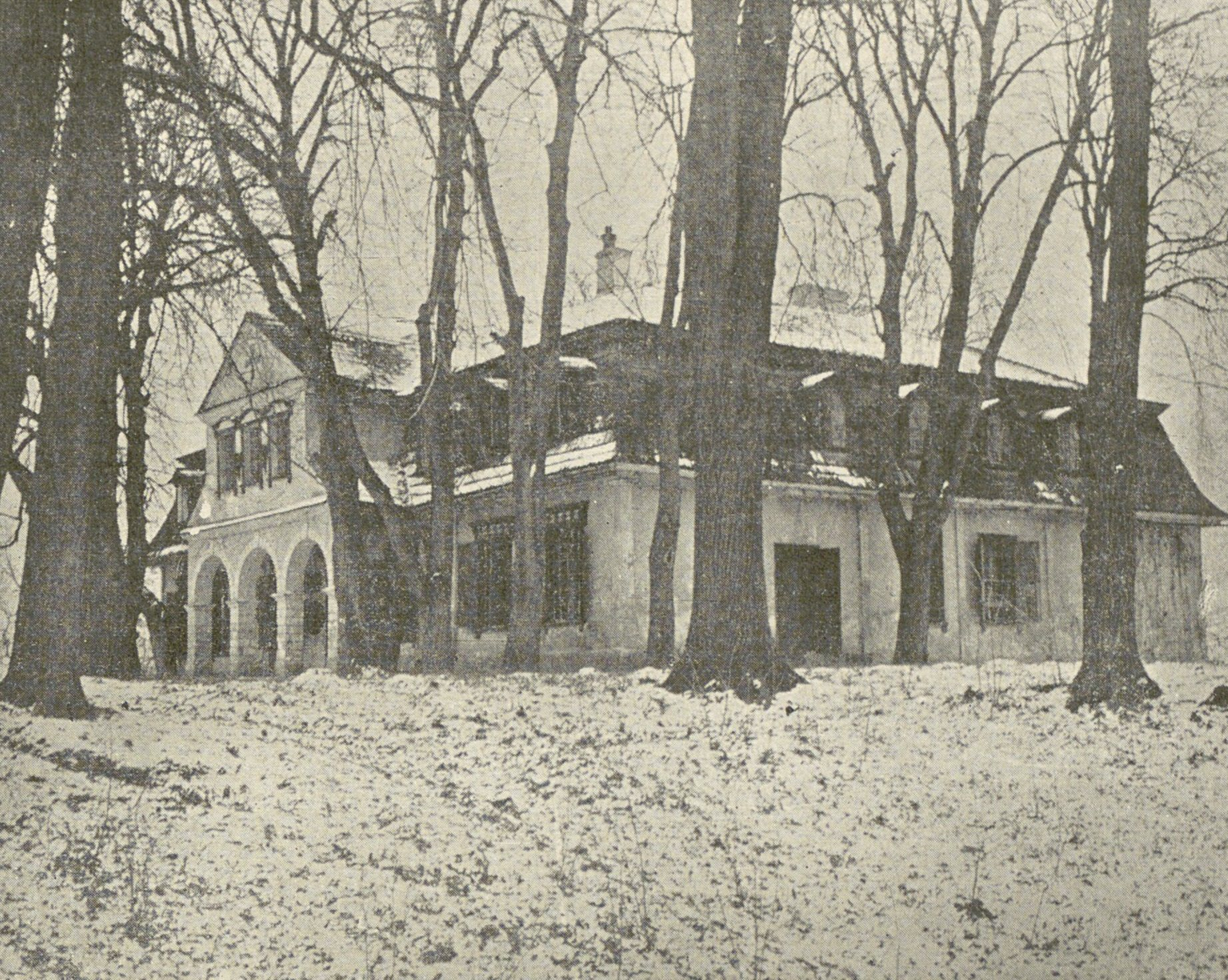
Dwór w Rogowie przed 1918

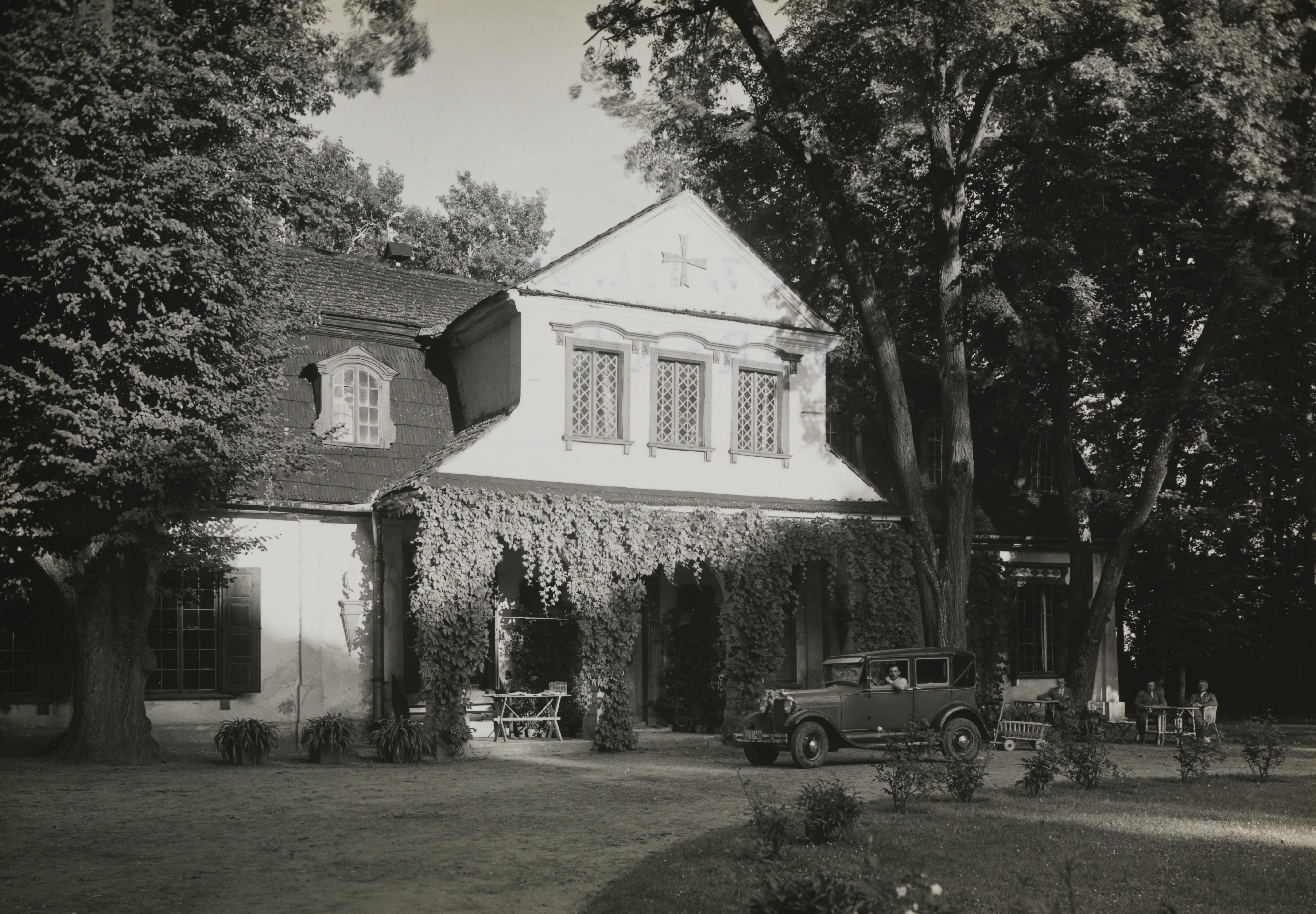
Dwór około 1936

Rogów – wieś w Polsce położona w województwie świętokrzyskim, w powiecie kazimierskim, w gminie Opatowiec. Leży przy drodze krajowej nr 79.
| SIMC    | Nazwa   | Rodzaj    |
| ------- | ------- | --------- |
| 0258000 | Potulin | część wsi |

Dawniej istniała gmina Rogów. W latach 1975–1998 miejscowość należała administracyjnie do województwa kieleckiego.

## Historia
Pierwsze wzmianki o Rogowie pochodzą z XV w., kiedy to należał on do rodu Hińczów (Hinczków), podskarbich królewskich. Miejscowy kościół ufundował podskarbi królewski Hinko (Hinczko) z Rogowa. W późniejszym okresie dziedzicem wsi był Eustachy Sprowski herbu Odrowąż. Dziesięcinę o wartości 10 grzywien opłacano z łanów kmiecych biskupstwu krakowskiemu. Dziesięcinę folwarczną o wartości 3 grzywien oddawano plebanowi w Opatowcu.

## Zabytki
- Murowany kościół pw. Nawiedzenia NMP z 1934 r. wybudowany w miejsce drewnianej świątyni z 1751 r., zniszczonej w pożarze w 1932 r; obok kościoła znajduje się murowana, barokowa dzwonnica z XVIII w. i kamienna figura Matki Boskiej z 1738 roku, będąca wotum dziękczynnym biskupa Michała Wodzickiego za koronację Augusta III oraz nadanie godności kardynalskiej biskupowi krakowskiemu Janowi Aleksandrowi Lipskiemu, którego Wodzicki był bliskim współpracownikiem[7].

Do rejestru zabytków nieruchomych wpisana jest dzwonnica-brama z 1751 r. oraz bramka w ogrodzeniu z XVIII w. (nr rej.: A.202/1-2 z 5.05.1972).
- Pozostałości zespołu dworskiego z XVII w., zniszczonego w 1944 r.; zachowane ruiny zabudowań gospodarczych, neorenesansowa baszta oraz park. O okazałym rogowskim dworze ksiądz Jan Wiśniewski w „Historycznym opisie kościołów, miast, zabytków i pamiątek w Pińczowskiem, Skalbmierskiem i Wiślickiem” w 1927 r. napisał: „Stary modrzewiowy pałac w Rogowie to zabytek pod względem historycznym i archeologicznym jako też piękny okaz dawnego dawnego budownictwa polskiego. Przed wojną jego wnętrze było istnem muzeum przeróżnych pamiątek. Część ich ocalono, wiele pokradli i poniszczyli najeźdźcy (...) Wspaniałe okazy starodawnych, rzeźbą ozdobionych pieców sięgających 1602 roku i in. pamiątek w ciągu długich wieków przechowywały te czcigodne ściany staropolskiego dworca, po Hińczach, Firlejach, Wielopolskich, Wodzickich, Potulickich, Ogińskich...”[7].

Pozostałości zabudowań dworskich oraz park są wpisane do rejestru zabytków nieruchomych (A.203/1-2 z 10.12.1957 i z 8.05.1971).
- Na obecnym cmentarzu w Rogowie, przez ponad dwa wieki, stał też drugi drewniany kościółek, ufundowany również przez biskupa Michała Wodzickiego[7]. Wraz ze szpitalem dla ubogich wzniesiono go z drewna modrzewiowego w 1763 r. Miał konstrukcję zrębową. Wnętrze pokryte było polichromią z 1864 r. Podupadająca świątynia w 1996 r. została rozebrana, przewieziona do skansenu w Tokarni pod Kielcami i tam zrekonstruowana[9].

- Do niedawna w Rogowie znajdował się także dwukondygnacyjny spichlerz z 1684 r. Dawniej w całości drewniany, został przebudowany w 1870 r. Po przebudowie parter budynku był murowany. Zrębowe ściany piętra miały konstrukcję przysłupową. Ściany poddasza miały konstrukcję sumikowo-łątkową.

## Bibliografia

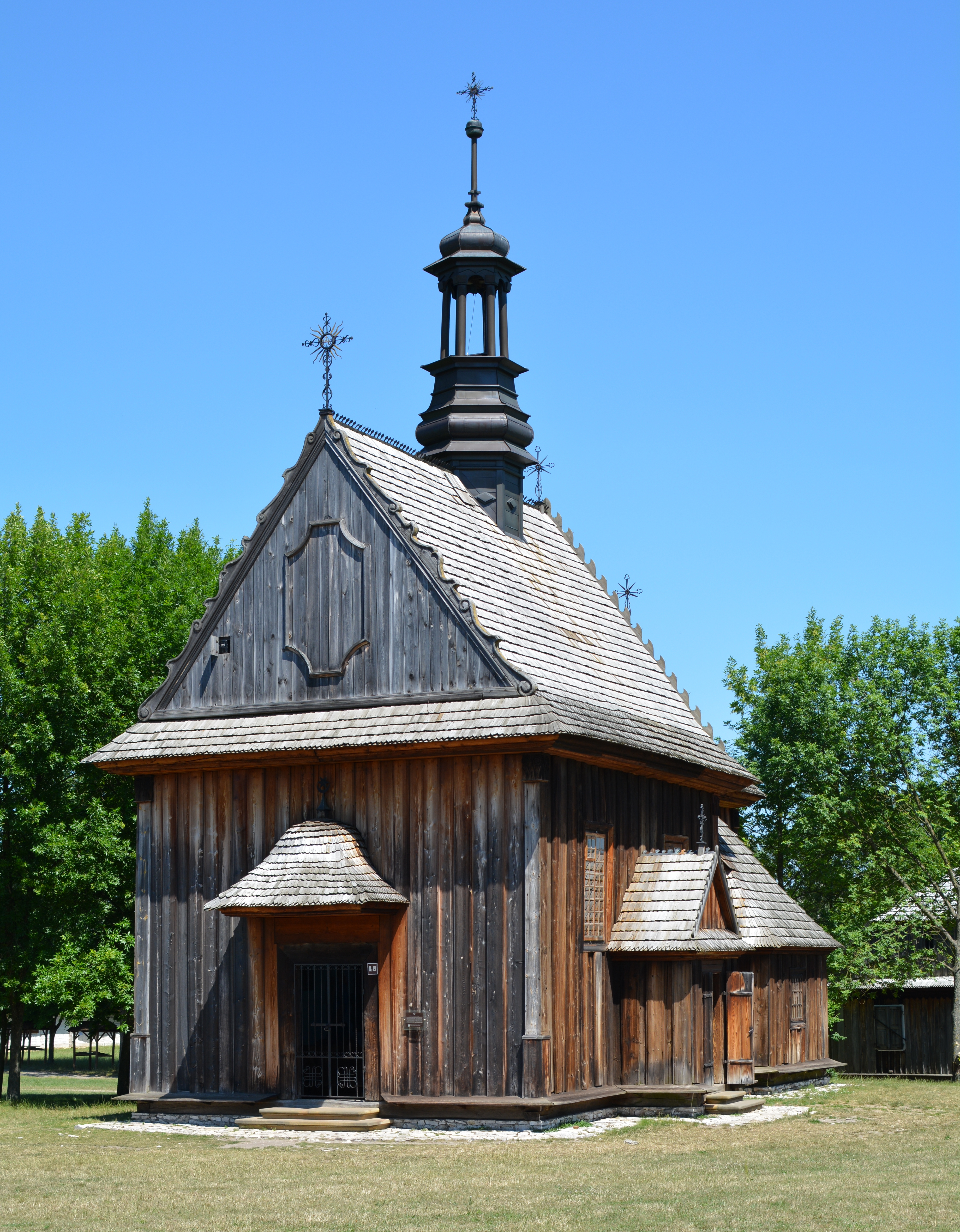
Kościół z Rogowa znajdujący się obecnie w skansenie w Tokarni